# 91e régiment d'infanterie (France)
Pour les articles homonymes, voir 91e régiment.

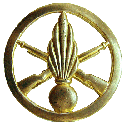
insigne de béret d'infanterie

Le 91e régiment d'infanterie (91e RI) est un régiment d'infanterie de l'Armée de terre française, à double héritage, créé sous la Révolution à partir du régiment de Barrois, un régiment français d'Ancien Régime, et du 16e régiment d'infanterie légère créé à partir des éléments provenant de la dissolution des 2e, 3e et 4e bataillons de volontaires de Corse et d'effectifs divers levés en Corse.

## Création et différentes dénominations
Le 91e régiment d’infanterie a la particularité, comme tous les régiments d’infanterie portant un numéro entre le 76e et le 99e, d’être l'héritier des traditions de deux régiments : le 91e régiment d'infanterie de ligne et le 16e régiment d'infanterie légère.
- 1er janvier 1791 : à la Révolution, tous les régiments prennent un nom composé du nom de leur arme avec un numéro d'ordre donné selon leur ancienneté. Le régiment de Barrois devient le 91e régiment d'infanterie de ligne (ci-devant Barrois) ;
- 1793 : amalgamé il prend le nom de 91e demi-brigade de première formation
- 30 janvier 1799 : reformé en tant que 91e demi-brigade de deuxième formation
- 1803 : le 91e régiment d'infanterie de ligne n'est pas formé et le no 91 disparait jusqu'en 1854.
- En 1854, l'infanterie légère est transformée, et ses régiments sont convertis en unités d'infanterie de ligne, prenant les numéros de 76 à 100. Le 16e régiment d'infanterie légère prend le nom de 91e régiment d'infanterie de ligne.
- 1882 : 91e régiment d’infanterie.
- 1914 : à la mobilisation, donne naissance au 291e régiment d'infanterie
- 1940 : dissolution.
- 1945 : 91e régiment d’infanterie.
- 1945 : dissolution.
- 1960 : 91e régiment d’infanterie.
- 1962 : dissolution.

## Chefs de corps
- 1791 : colonel Camille de Rossi ;
- 1793 : chef de brigade Jean Frédéric Krieg ;
- 1795 : chef de bataillon Alexis von der Weid (*) ;
- 1807 : colonel Jean-Pierre Dellard (*)

- 1854 - 1855 : colonel Picard
- 1855 : lieutenant-colonel Alfred Alexandre Cécile Becquet de Sonnay[Note 1],[1].

- Colonel Daguerre (1870)
- 23 décembre 1913 - 9 septembre 1914 : Colonel Anatole Louis Adrien Blondin.
- 12 septembre 1914 - 13 mai 1915 : Colonel Ballard.
- 13 mai 1915 - 19 mars 1916 : Colonel Guillaume.
- 20 mars 1916 - 20 novembre 1918 : Colonel Germain.
- 1934-1936 : colonel Boucher
- 1939-1940 : lieutenant-colonel Jacques

## Historique des garnisons, expéditions, combats et batailles du 91eRI

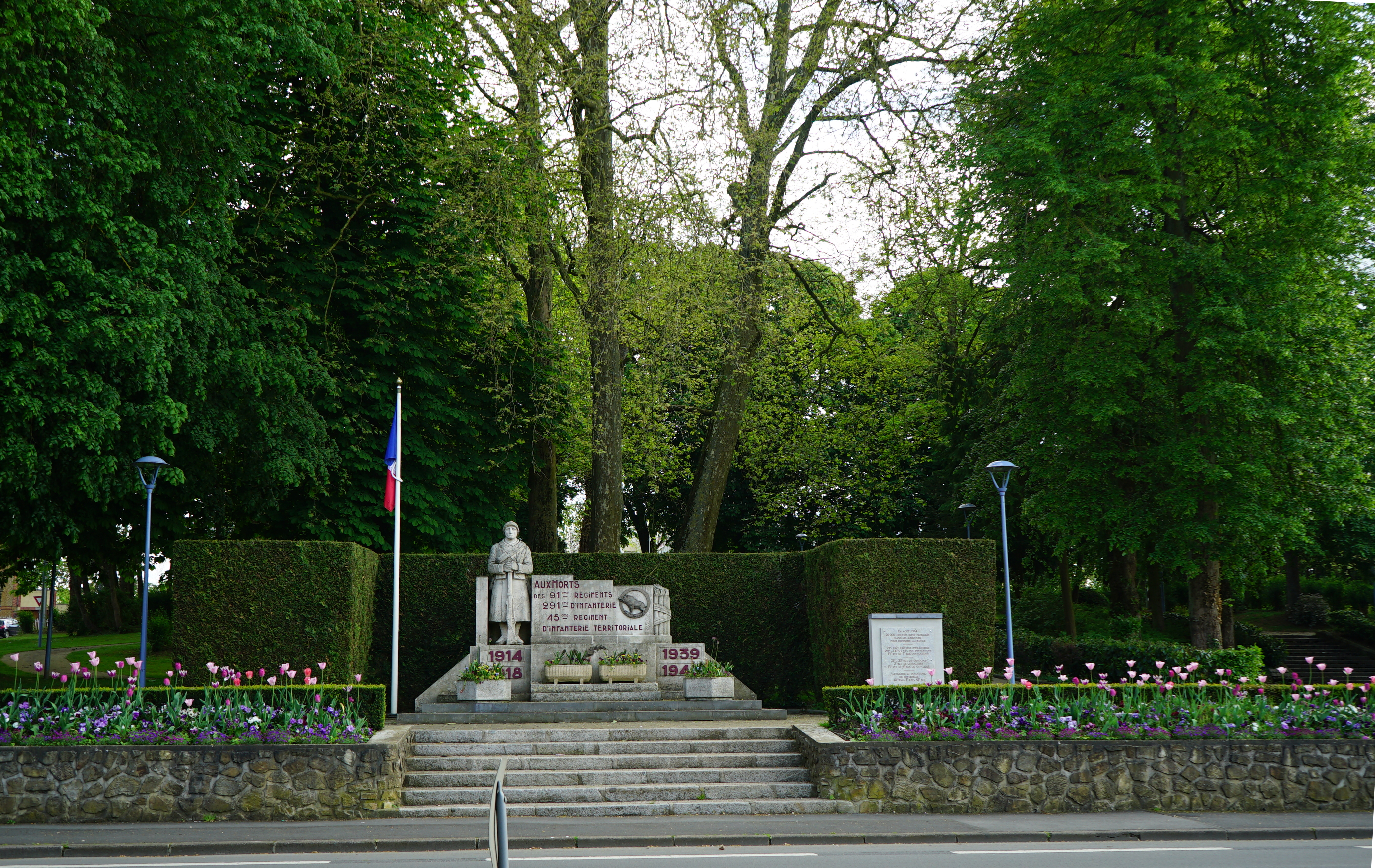
Monument à Charleville.

### Ancien Régime
Ligue d'Augsbourg 1692-1697 - Succession d'Espagne 1701-1713 - Rhin 1734 - Succession d'Autriche 1740-1748 - guerre de Sept Ans 1756-1763.

### Guerres de la Révolution et de l'Empire

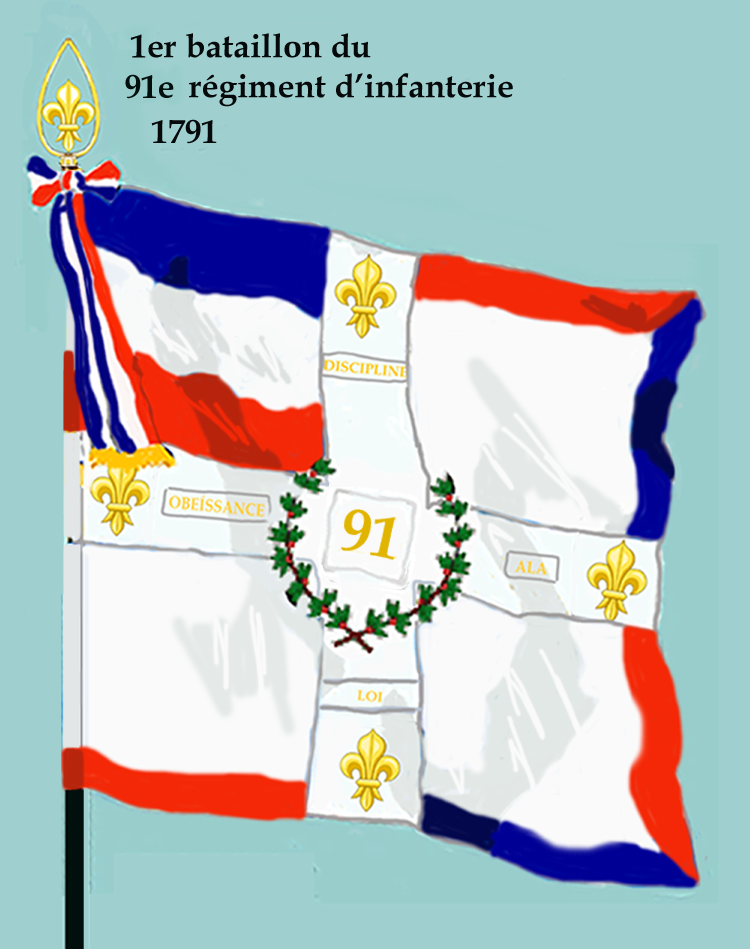
Drapeau du 1er bataillon du 91e régiment d'infanterie de ligne de 1791 à 1793
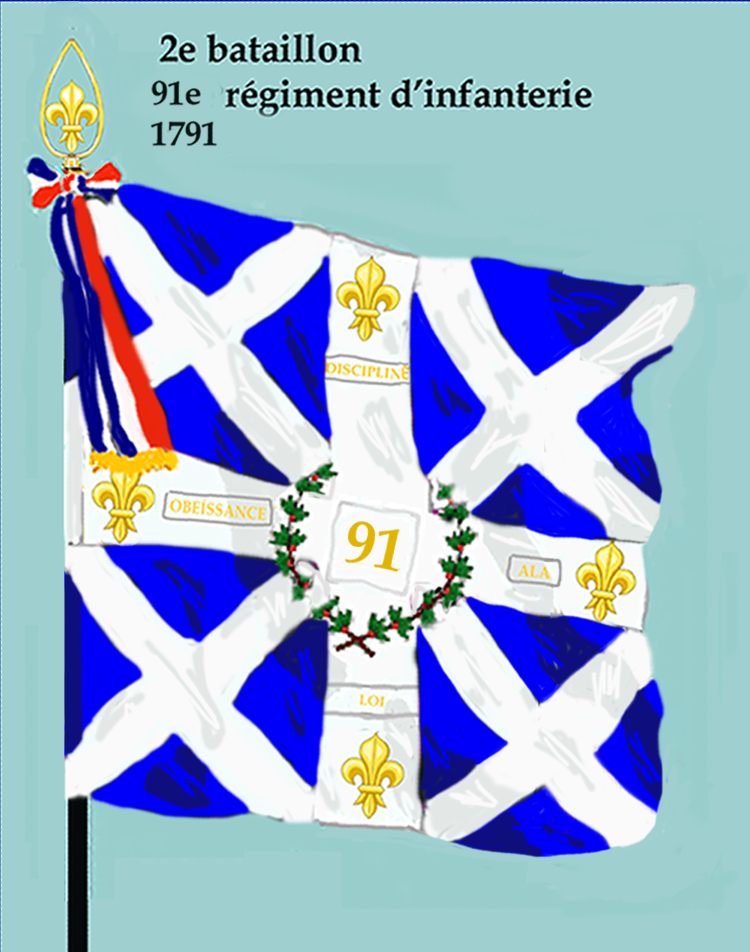
Drapeau du 2e bataillon du 91e régiment d'infanterie de ligne de 1791 à 1793

- 1792 : Armée du Midi, Armée d'Italie
- Nice 1792-1793
- Toulon 1793
- Corse 1793
- Allemagne 1794-1799
- Italie 1795-1796
- Allemagne 1796-1797
- 1796
  - Armée de Rhin-et-Moselle
- Italie 1797-1800
- 1806 : Campagne de Prusse et de Pologne
  - 14 octobre : Bataille d'Iéna
- 1807 :
  - 8 février : Bataille d'Eylau

- Espagne 1808-1812
- 1813 : Campagne d'Allemagne
  - 16-19 octobre : Bataille de Leipzig
- 1814 : Campagne de France (1814)
  - 14 février 1814 : Bataille de Vauchamps (16e léger)

### Second Empire
Le décret du 24 octobre 1854 réorganise les régiments d'infanterie légère les corps de l'armée française. À cet effet le 16e régiment d'infanterie légère prend le numéro 91 et devient le 91e régiment d'infanterie de ligne. Le 16e léger a alors son dépôt à La Ferté-Alais. Il quitte Constantine (Algérie) en octobre 1854 pour occuper Athènes et Constantinople.
Le 91e de ligne rejoint ensuite en 1855 la 9e division de l'Armée française en Crimée.
- Le 8 septembre 1855 : Prise de Sébastopol

« A l'assaut de Malakoff, le drapeau avait été planté au-dessus d'une poudrière. Tout à coup retentit une terrible explosion, la poudrière venait de sauter. Le parapet est renversé dans le fossé et le drapeau enseveli dans le gouffre. Neuf officiers disparaissent sous cette avalanche qui écrase également une partie des défenseurs de la courtine. Dès qu'il fit jour, les survivants creusèrent le sol pour déterrer le drapeau. L'aigle reparut enfin entre les mains crispées du porte-drapeau Ganichon qui, même en mourant, n'avait pas voulu s'en dessaisir »[réf. nécessaire].
Ce 8 septembre 1855, le 91e de ligne était exceptionnellement commandé par le lieutenant-colonel de Sonnay (Alfred-Alexandre-Cécile Becquet de Sonnay né à Cravant le 9 septembre 1811, promu général de brigade le 11 juillet 1867) qui, refoulant les colonnes russes, s'installe dans la courtine du Redan de Malakoff et combat toute la journée. À l'issue de ce combat, le régiment ne comptait plus que 296 hommes valides et 5 officiers parmi lesquels le lieutenant-colonel de Sonnay blessé au bras et dont la croix d'officier de la Légion d'honneur avait été brisée sur sa poitrine. Chaque année il célébrait religieusement l'anniversaire de cette journée.
" Soldats du 91e ! À nous Sébastopol. À nous Malakoff !"  Colonel Picard, 1855.
- Le 24 juin 1859 : Solférino

« Prenant comme objectif la tour de Solférino, le 91e refoule les tirailleurs ennemis. Le sous-lieutenant de Guiseuil venait de planter le drapeau du régiment sur le terrain conquis lorsque l'arrivée des réserves autrichiennes arrête les progrès de nos troupes. Le porte-drapeau tombe grièvement blessé ; le drapeau, brisé par la mitraille, est ramassé par le sous-lieutenant Tollet qui est aussitôt frappé à mort. Le brave sergent Bourraqui, dit "La Guerre", prend des mains du mourant le précieux trophée mais il est blessé à son tour. Une lutte corps à corps avec les Autrichiens s'engage autour du drapeau qui est enfin sauvé grâce au dévouement des quelques hommes qui l'entouraient » [réf. nécessaire].
En 1859, au déclenchement de l'expédition d'Italie, le 91e de ligne est à la 1re division du 1er corps de l'armée d'Italie.

### 1870 à 1914
- Guerre franco-allemande de 1870
  - Le 16 août : Bataille de Gravelotte
  - 7 octobre : Bataille de Bellevue

« Le 91e se maintient toute la journée au nord de Vionville et tient en respect les Allemands qui tentent de déboucher de ce village. À la fin de la journée, le régiment, chargé par des masses de cavalerie, soutient bravement leur choc. Un moment, entouré par un gros de cavaliers, le drapeau allait être arraché des mains du sous-lieutenant Vial. Ce brave officier, qui devait mourir le lendemain à Saint-Privat, abat d'un coup de revolver le hussard qui a saisi l'aigle, pendant que la garde du drapeau repousse à la baïonnette les cavaliers qui l'entourent. Le régiment eut 10 officiers et 300 hommes hors de combat. Le colonel Daguerre reçut deux blessures » [réf. nécessaire]
Le dépôt du 91e de ligne, situé à Lille, forme à partir d'août 1870 de nombreux bataillons et compagnies, affectés à divers régiments de marche.
Le 30 août 1871, le 91e régiment de marche fusionne dans le 91e régiment d'infanterie.
En 1873, le 91e de ligne, avec dépôt à Mézières, est affecté à la 24e brigade de la 12e division d'infanterie. Il passe à la 23e brigade de cette même division en 1875.
En 1913, son 4e bataillon va former le 1er bataillon du 164e régiment d'infanterie.

### Première Guerre mondiale
En août 1914 casernement : Mézières ; 7e brigade d’infanterie ; 4e division d'infanterie. Il met sur pied le 291e régiment d’infanterie.
Rattachements :
- 4e division d’infanterie - 2e corps d’armée de la mobilisation à juin 1915.
- 87e division d’infanterie d'avril 1917 à novembre 1918.

#### 1914
bataille des frontières à Neufchâteau en Belgique en août.
Bataille de la Marne en septembre.

#### 1915
Argonne : le 13 juillet 1915, dans la forêt d'Argonne, le général Bruno von Mudra lance une offensive qui surprend totalement les unités qui lui font face. Le bombardement est d'une violence inouie et préfigure celui de la bataille de Verdun. Les gaz sont également employés, de même que les lance-flammes. Grâce à une tactique d'infiltration, les Allemands parviennent à enfoncer le front et à encercler plusieurs unités françaises. Parmi les unités qui subiront l'attaque on note la présence des 72e RI, 131e RI, 91e RI, 76e RI, 30e territorial…
" A défendu, de septembre 1914 à janvier 1915, avec une superbe opiniâtreté, le bois de la Gruerie, opposant un mur infranchissable, au prix de pertes sanglantes, à un ennemi, disposant de moyens très supérieurs. "Citation, 1918. Fête : 8 septembre en souvenir de Sébastopol 1855.

#### 1916
En, il débarque à Maricourt, et sur la ligne de front vers Chipilly dans la Somme.
En décembre, il débarque en Algérie, à Skikda, pour être cantonné à Batna.

#### 1917
Retour d'Algérie vers la France le 17 mars.
L'unité est incorporé à la 87e division d'infanterie (France) commandée par le général Paul-Hippolyte Arlabosse.
L'Aisne.

#### 1918
L'Aisne.

### Entre-deux-guerres
En 1928, le régiment a son état-major et deux bataillons à Mézières et un bataillon à Stenay.

### Seconde Guerre mondiale

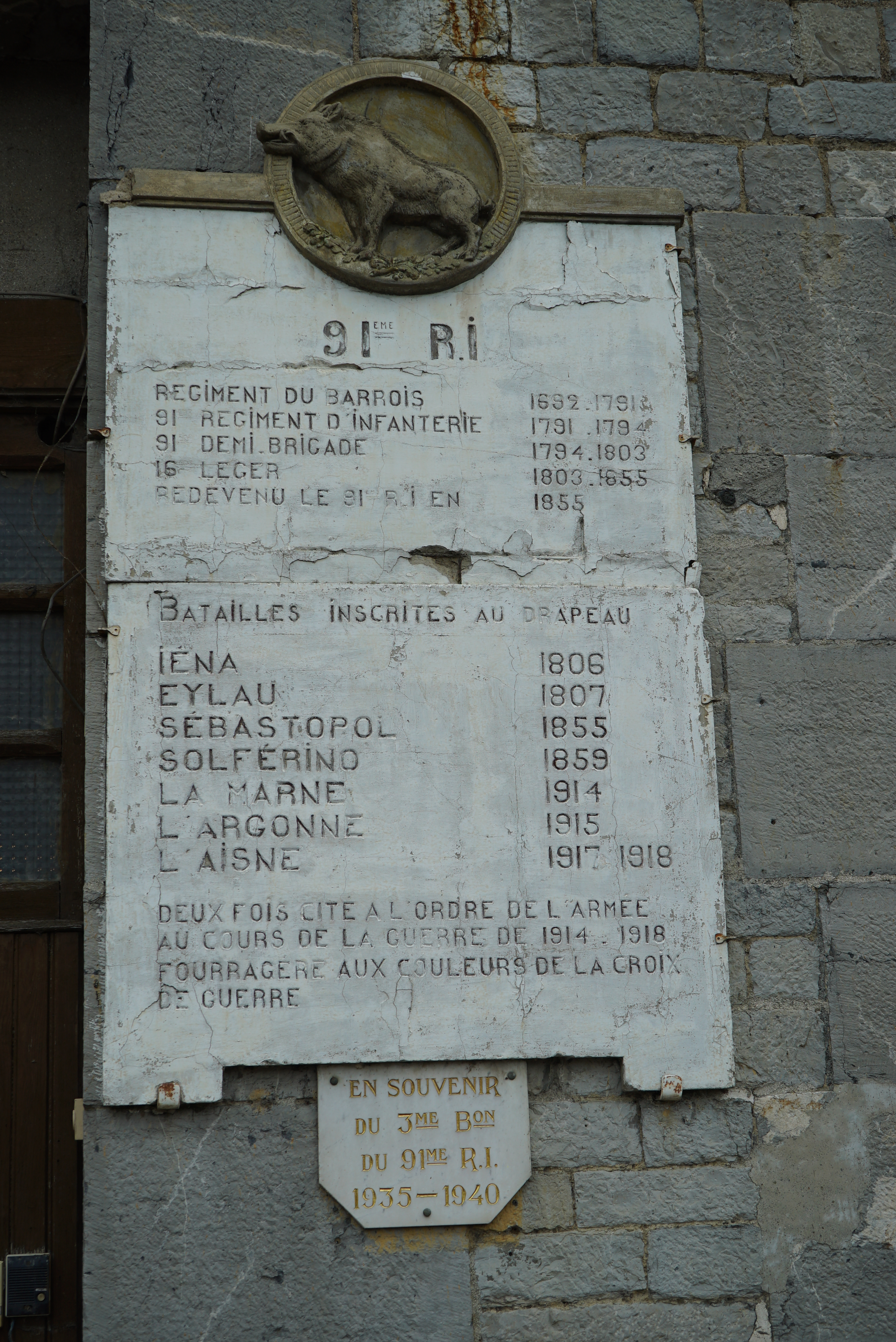
Plaque en l'honneur du 91e sur une caserne de Givet, aujourd'hui disparue.

#### Drôle de guerre
Le 91e régiment d'infanterie est l'un des trois régiments d'infanterie de la 3e division d'infanterie motorisée, cette division est placée en réserve de la 2e armée qui doit en premier lieu protéger la ligne Maginot d'une manœuvre de contournement.

#### Bataille de France
49e bataillon de chars de combat le 13 mai 1940 au 8 juin 1940: À 20 h 45 (jour?), le bataillon est établi en stationnement gardé au sud de Stonne, lorsqu'il est avisé que l'ordre primitif est annulé. Il est mis à la disposition du 91e régiment d’infanterie motorisée sous les ordres du lieutenant-colonel Jacques (sous-secteur ouest de la 3e DIM) dans les conditions suivantes :
- une Compagnie (1re), doit se porter dans la région nord-est de la ferme de la Tuilerie (route Tanay-Chemery) ;
- une Compagnie (2e) vers le château du Mont-Dieu. Le 18 mai, des missions d'appui sur les bois du Mont-Dieu sont effectuées au profit du 91eRIM ;
- une Compagnie (3e), vers la Grange au Mont.

PC BCC, Ferme de la Tuilerie avec PC 91e RIM.
Le bataillon reçoit le renfort de cinq chars du 45e BCC (trois de la 1re et deux de la 2e).
Le 22 mai - Au matin le bataillon reçoit l'ordre d'occuper défensivement le bois du Mont-des-Grues (2 km est de Brieulles-sur-Bar).
Dans l'après-midi la 2e Cie exécute plusieurs contre-attaques locales avec les 51e, 67e et 91e RIM empêchant leur encerclement et infligeant à l'ennemi des pertes sévères.
Les éléments combattants sont prisonniers, ainsi que leur chef de corps le lieutenant-colonel Jacques, le 18 juin 1940.

## 1945 à nos jours
Le 91e RI est au camp militaire de Frileuse à Beynes (Yvelines).

## Drapeau du régiment et décorations
Son drapeau porte les inscriptions suivantes : 
- Iéna 1806
- Eylau 1807
- Sébastopol 1855
- Solférino 1859
- La Marne 1914
- Argonne 1915
- L'Aisne 1917-1918

Sa cravate porte la croix de guerre 1914-1918 avec deux palmes (deux citations à l'ordre de l'armée).
Il a le droit au port de la fourragère aux couleurs du ruban de la croix de guerre 1914-1918.

## Personnalités
- Joseph Gabriel Bellarigue (1827-1882) alors lieutenant-colonel
- Jean Théodore François Champion (1812-1889) alors lieutenant-colonel

## Refrain
Refrain : « Tu peux te fouiller, tu peux te fouiller. Si t'as, si t'as des poches. ».

## Monuments
Le monument du 91 RI est situé en bas du square du faubourg de Pierre à Mézières.
Le monument du 91 RI situé dans les bois du Mont-Dieu, pour les combats de 1940 à Stonne.